# 제2회 재외동포영화제
제2회 재외동포영화제는 2006년 10월 20일에 열린 시상식이다.

## 수상 및 후보

### 상영작
- 우토로 - 다케다 도모가즈
- 쿠바의 한인들 - 김희영
- 민족교육을 생각한다 - 조선총련영화제작소
- 건국학교 - 고인봉
- 전후제일50년사-재일 - 오덕수
- 원슛 - 박루슬란
- 나를 속여라! - 최선주
- 망종 - 장률
- 왕후심청 - 넬슨 신
- 천국의 요람 - 장재중
- 내마음은 조롱박 - 송현숙
- 세계의 한국 입양인 - 사라 리 먼로
- 전등갓 - 박루슬란
- 나의 결혼 원정기 - 황병국
- 가리베가스 - 김선민
- 종로, 겨울 - 김동원
- 선택 - 홍기선
- 송환 - 김동원
- 비무장지대를 넘어서 - 박혜정
- 달콤한 토마토 - 폴 라이트